# Ichthyomys stolzmanni
Ichthyomys stolzmanni és una espècie de mamífer rosegador de la família dels cricètids. Viu a altituds d'entre 900 i 1.700 msnm a l'Equador i el Perú. El seu hàbitat natural és el terreny muntanyós amb bosc primari. Es tracta probablement d'un animal nocturn i semiaquàtic. Està amenaçada per la fragmentació del seu medi.
L'espècie fou anomenada en honor del zoòleg polonès Jean Stanislas Stolzmann.